# Oviedo
För andra betydelser, se Oviedo (olika betydelser).

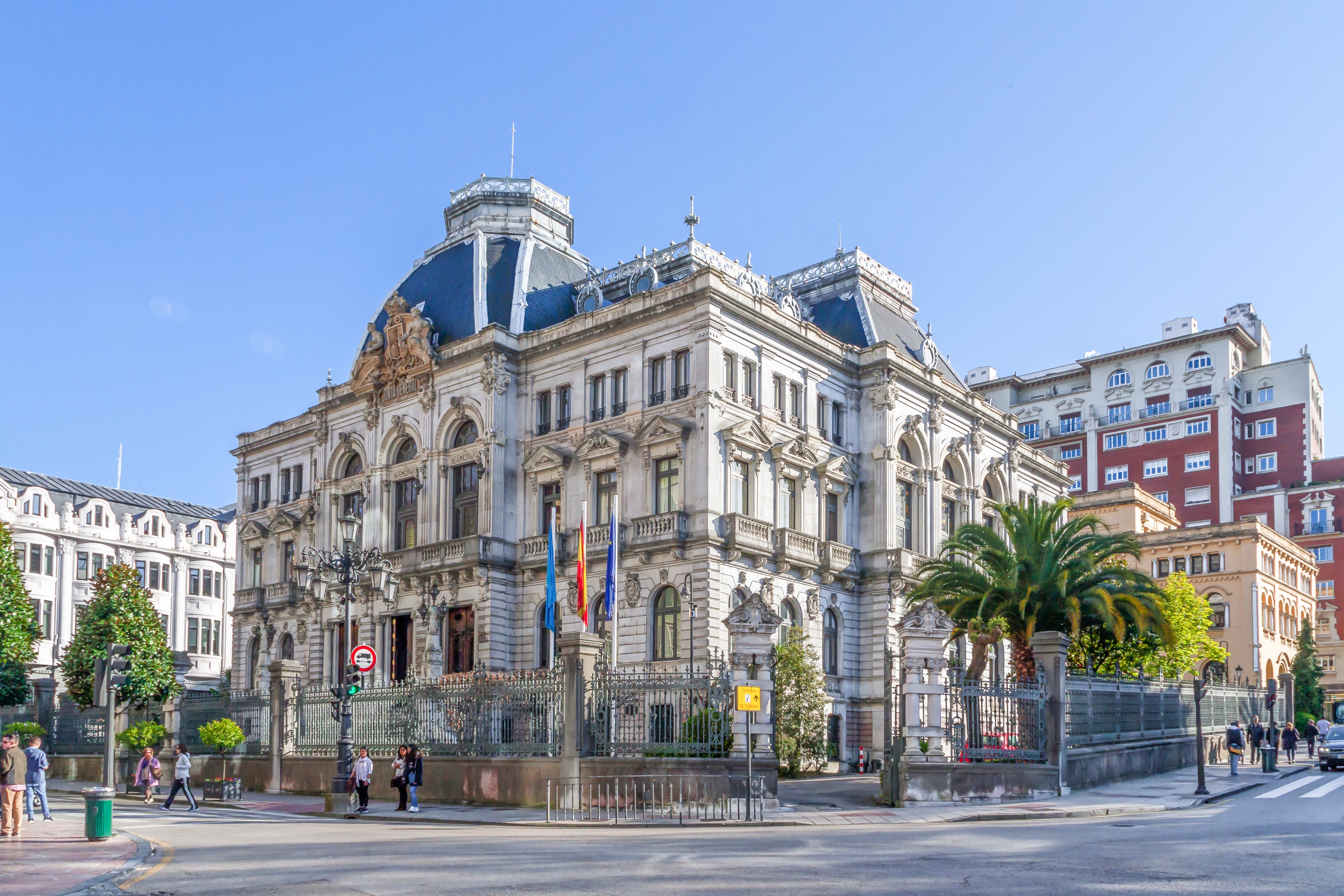
Asturiens parlament.

Oviedo (spanskt uttal: [oˈβjeðo], asturiska: Uviéu [uˈβjew]) är en stad och kommun i den autonoma regionen Asturien i nordvästra Spanien. Staden är regionens huvudort och ligger cirka 372 kilometer nordväst om Madrid. Kommunen har 220 543 invånare (2024), på en yta av 186,65 km².
Oviedo ligger 25 kilometer ifrån Biscayabukten och utgör tillsammans med städerna Gijón och Avilés ett av Spaniens största industridistrikt. Den tvåfaldige världsmästaren i Formel 1 Fernando Alonso kommer från Oviedo.
Under antiken var Oviedo känt som Ovetum, men övergavs senare. Den nya staden uppstod vid mitten av 700-talet runt ett kloster och var åren 792–924 kungariket Asturiens huvudstad, samt blev 805 biskopssäte. Oviedo förlorade dock efter hand sin betydelse till León. Staden har ett universitet, grundat 1608.
Bland stadens byggnader märks främst Santa Maria de Marco från 800-talet gotiska katedralen, påbörjad 1338.